# Tumasera
Tumasera è un villaggio del Botswana situato nel distretto Centrale, sottodistretto di Mahalapye. Il villaggio, secondo il censimento del 2011, conta 3.136 abitanti.

## Località
Nel territorio del villaggio sono presenti le seguenti 18 località:
- Lengwaelo di 19 abitanti,
- Malekalethabo di 15 abitanti,
- Malete di 31 abitanti,
- Mantsibudi di 43 abitanti,
- Mmamoneelwa di 8 abitanti,
- Mmamonyopi di 10 abitanti,
- Mmasebue di 1 abitante,
- Mmathoa di 4 abitanti,
- Mmatswalekemogwe di 31 abitanti,
- Modimogaje di 35 abitanti,
- Moetse di 41 abitanti,
- Mosomane 1 di 4 abitanti,
- Moupalerole,
- Ngwapa No 1 & 2 di 79 abitanti,
- Sepadile di 5 abitanti,
- Serokolo di 22 abitanti,
- Sesholo di 5 abitanti,
- Tupye di 5 abitanti